# ابتسام بوحرات
ابتسام بوحرات (انگلیسی: Ibtissam Bouharat؛ زادهٔ ۲ ژانویهٔ ۱۹۹۰) بازیکن فوتبال اهل بلژیک است.
از باشگاه‌هایی که در آن بازی کرده‌است می‌توان به باشگاه فوتبال استاندارد لیژ، باشگاه فوتبال مشلان، باشگاه فوتبال لیرسه، و باشگاه فوتبال اندرلشت اشاره کرد.